# Lac aux Allumettes
Le lac aux Allumettes est un plan d'eau formé par l'élargissement de la rivière des Outaouais à la tête de l'Isle-aux-Allumettes, en face des villes ontariennes (Canada) de Petawawa et de Pembroke et de la municipalité québécoise de Sheenboro, dans la MRC de Pontiac.